# 伊甚屯倉
伊甚屯倉（いじみのみやけ）は、後の夷灊郡を中心とする上総国東部にあった屯倉。

## 解説
『日本書紀』安閑天皇元年（534年）4月1日条によれば、内膳卿の膳臣大麻呂は勅命を受けて使者を遣し伊甚に珠を求めた。伊甚国造らは京に着くのが遅れ期限を過ぎても珠を納めなかった。怒った膳臣大麻呂は国造らを捕らえて尋問した。国造稚子直らは恐れて後宮の寝所に逃げ込んだ。春日皇后はこれに驚き倒れてしまわれた。みだりに後宮に入った闌入罪も加わり罪科は重大であった。その贖罪のために春日皇后に伊甚屯倉を献上した。これが分かれて上総国の郡（こおり）となったという。
後の、『日本三代実録』貞観9年（867年）4月20日条に、節婦として表彰された上総国夷灊郡の春日部直黒主売の名がみえる。このことから、夷灊郡に春日皇后にかかわる春日部という名代が設置されていたと推測でき、春日皇后のため伊甚屯倉が設けられたのは史実と考えられている。
また、『日本書紀』に「分かれて郡なった」とあるので、その領域は夷隅郡のみならず、埴生郡や長柄郡にもおよぶ広大な屯倉であったと推測されている。
同年閏12月には三嶋県主の飯粒（いいぼ）が大伴金村の諮問に答えて竹村（たかふ）の地40町を献上したが、大河内味張（おおしこうち の あじはり）は同年7月に良田の貢進を渋ったため、三嶋竹村屯倉に田部を出すことになった。また、同月、廬城部枳莒喩（いおきべ の きこゆ）が娘の窃盗の罪を購うため、安芸国の廬城部屯倉を寄進しており、武蔵国造家の争乱があったのもこの月である。
これらの出来事は安閑天皇時代に屯倉の設置が推進され、その設置された国を統轄する官人として地域の豪族が国造に任命されていったことと深いつながりがあり、継体天皇以降の大和政権の経済的基盤の拡充と政治権力の強化とを促していった。